# لوبریکانت شخصی

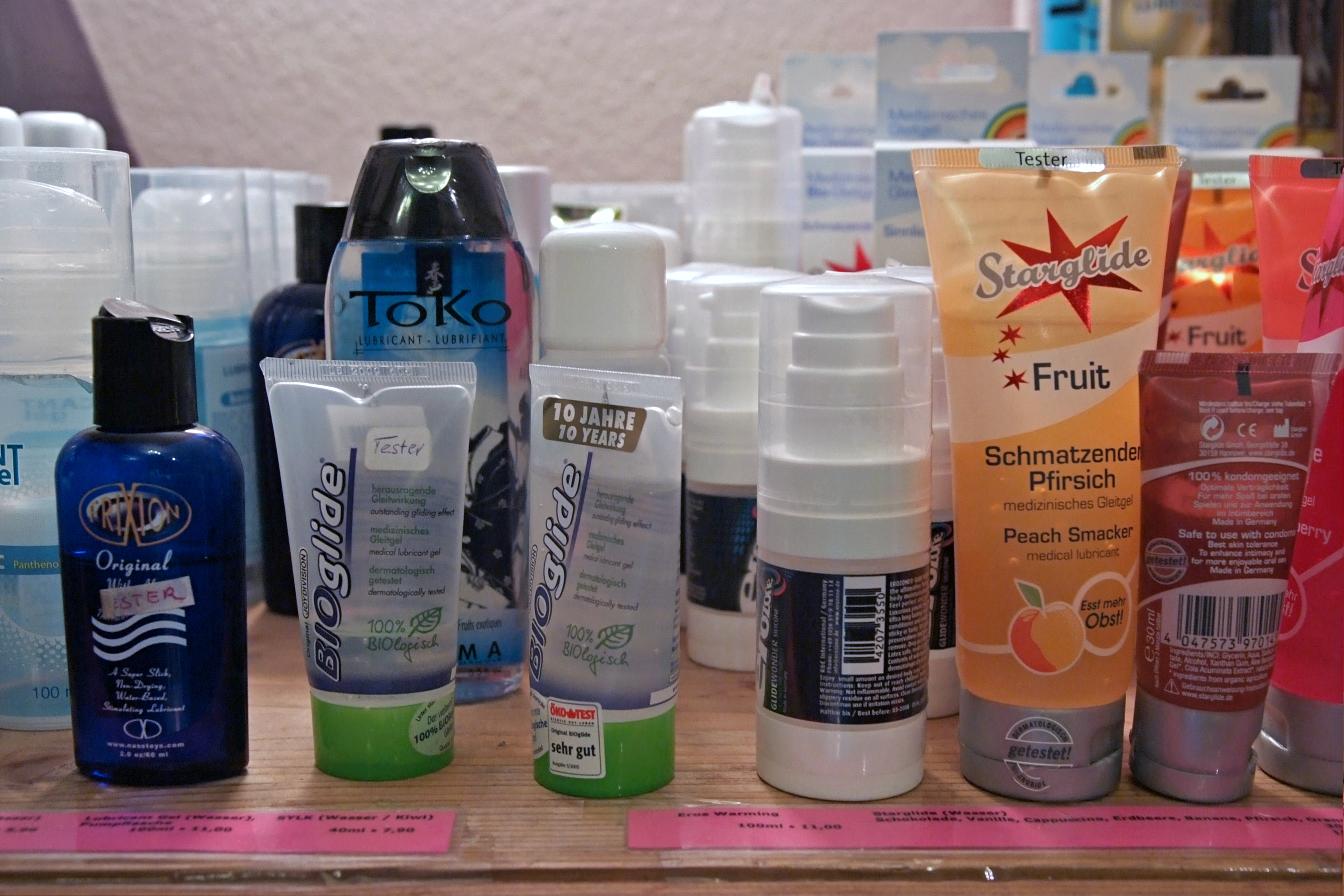
چند روان‌کننده شخصی

روان‌کننده‌های شخصی روان‌کننده‌هایی مخصوص هستند که از آن‌ها در طول فعالیت‌های جنسی انسان مانند آمیزش جنسی یا خودارضایی برای کاهش اصطکاک میان آلت مردی و مهبل، مقعد یا دیگر بخش‌های بدن یا آسان‌کردن دخول جنسی استفاده می‌شود. روان‌کننده‌ها یا ژل‌های پزشکی که شبیه به روان‌کننده‌های شخصی‌اند، برای اهداف پزشکی مانند واردکردن اسپکولوم یا نصب کاتتر به‌کار می‌روند. روان‌کننده‌های پزشکی نسبت به روان‌کننده‌های شخصی غلیظ‌تراند و معمولاً حاوی مهارگر باکتری هستند.>

## انواع

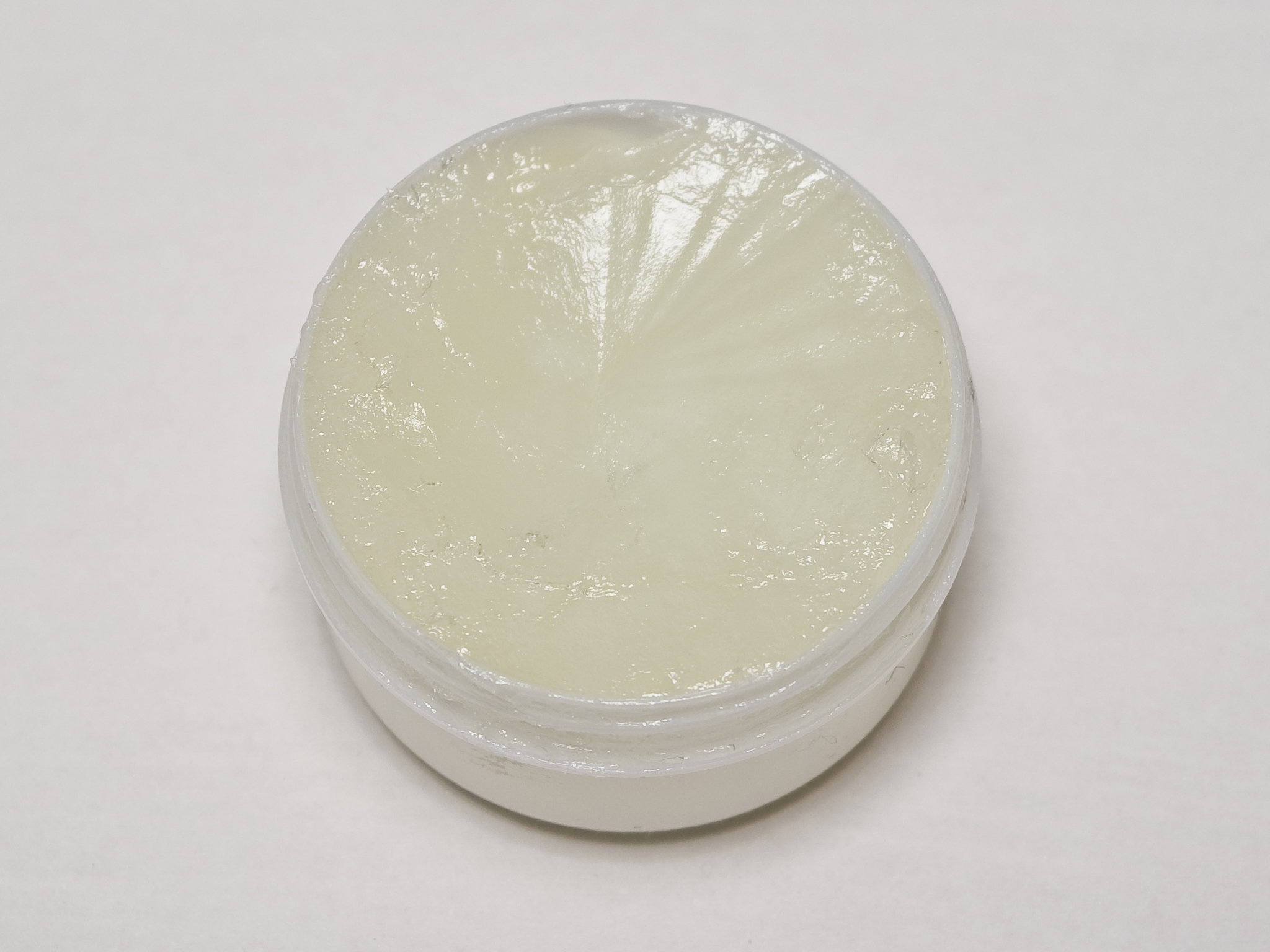
مرتبط

### بر اساس ترکیب

#### برپایه آب
روان‌کننده‌های شخصی مبتنی‌بر آب، محلول در آب هستند و پر استفاده‌ترین روان‌کننده‌های شخصی هستند. اولین روان‌کننده‌های برپایه آب، اتر سلولز یا محلول‌های گلیسیرین بودند. امروزه محصولات موجود ممکن است حاوی مواد گوناگونی برای حفظ رطوبت و مقاومت در برابر آلودگی باشند. گران‌روی این محصولات را می‌توان با تنظیم مقدار آب و غلظت سلولز آن یا سایر ذرات ژل‌مانند آب‌دوست تغییر داد. از آنجا که روان‌کننده‌های شخصی مبتنی بر آب جذب پوست می‌شوند و تبخیر می‌شوند، بیشتر روان‌کننده‌های برپایه آب تمایل به خشک‌شدن در هنگام استفاده دارند؛ اما اضافه‌کردن دوباره روان‌کننده معمولاً برای فعال‌کردن دوباره آنها کافی است. زمانی که روان‌کننده در نهایت خشک شود، ممکن است ته‌نشینی از عناصر فرمول‌بندی باقی بگذارد. برای همین ممکن است برای پاک‌کردن باقی‌مانده آن نیاز به شست‌وشو با آب باشد یا برای ادامه آمیزش جنسی نیاز به استفاده دوباره از روان‌کننده باشد. دانشمندان در تلاش‌اند تا با به‌کارگیری از روان‌کننده‌ها و ژل‌های ضد رترو ویروسی از انتقال ایدز جلوگیری کنند.
روان‌کننده‌های معمولی برپایه آب ممکن است با فعالیت‌های جنسی‌ای که در آب (مانند در وان حمام، استخر یا حمام گرم) رخ می‌دهد، ناسازگار باشند زیرا می‌توانند در آب حل و پراکنده شوند.

#### برپایه روغن
روان‌کننده‌های برپایه روغن، برای نمونه روان‌کننده‌های نفتی (مانند ژله پترولیوم)، می‌توانند سبب پارگی و لغزش کاندومهای لاتکسی شوند زیرا این روان‌کننده‌ها قابلیت کشش را کاهش می‌دهند. روان‌کننده‌های برپایه روغن مناسب روابطی هستند که در آن نیاز به استفاده از کاندوم نیست یا افرادی که نمی‌خواهند از مواد نگهدارنده و افزودنی‌ای که اغلب در دیگر روان‌کننده‌ها یافت می‌شود، استفاده کنند.

#### برپایه سیلیکون
روان‌کننده‌های سیلیکونی حاوی آب نیستند. آنها احساسی متفاوت از روان‌کننده‌های برپایه آب، به فرد استفاده‌کننده می‌دهند. روان‌کننده‌های برپایه سیلیکون توسط پوست یا غشای مخاطی جذب نمی‌شوند و در نتیجه نسبت به روان‌کننده‌های برپایه آب مدت بیشتری باقی می‌مانند. روان‌کننده‌های برپایه سیلیکون گوناگونی با کیفیت و عملکرد متفاوت در دسترس هستند. همه روان‌کننده‌های برپایه سیلیکون گواهی لاتکس امن ندارند، اما روان‌کننده‌های برپایه سیلیکون افزایش ریسک انتقال ایدز را در هنگام آمیزش جنسی مقعدی نشان نداده‌اند؛ درحالی که روان‌کننده‌های برپایه آب این خطر را افزایش می‌دهند.

### بر اساس کاربرد

#### روان‌کننده‌های مهبل
روان‌کننده‌های مهبل برای کاهش خشکی و درد واژن در هنگام مقاربت و توسط زوج‌هایی که تلاش برای لقاح دارند، استفاده می‌شود. در مداخلات باروری، استفاده از یک روان‌کننده، جمع‌آوری نمونه‌های اسپرم را با خودارضایی آسان‌تر می‌کند. روان‌کنندهایی که معمولاً استفاده می‌شود عبارتند از بزاق، روغن (مانند روغن بچه، روغن زیتون، روغن کانولا و روغن‌های معدنی) یا روان‌کنندهای تجاری در دسترس که یا مبتنی برپایه آب یا برپایه هیدروکسی اتیل سلولز هستند.

#### مخصوص مقعد
بسیاری از روان‌کننده‌ها برای رابطه جنسی مقعدی ایمن هستند اما محصولاتی هستند که به‌طور خاص برای افزایش لذت آمیزش مقعدی طراحی شده‌اند و به بازار عرضه می‌شوند. اغلب، این محصولات به‌سادگی یک ژل غلیظ‌تر هستند، به‌جای مایع. این ژل غلیظ‌تر ترجیح داده می‌شود زیرا باعث می‌شود که روان‌کننده در جای خود قرار گیرد. برخی از روان‌کننده‌های مقعدی حاوی عوامل بی‌حس برای از بین‌بردن ناراحتی در طول رابطه جنسی مقعدی هستند، هرچند این کاهش حس، لذت جنسی را نیز کاهش می‌دهد و احتمال آسیب‌دیدگی افزایش می‌یابد. علاوه بر این، عامل بنزوکائین که معمولاً مورد استفاده قرار می‌گیرد، می‌تواند واکنش‌های آلرژیک در افرادی که به ۴-آمینوبنزوئیک اسید حساسیت دارند، ایجاد کند.  محصولات حاوی بنزوکائین می‌توانند تمام بخش‌های بدن را که با آنها تماس می‌گیرند، بی‌حس کنند.

### ارگانیک یا طبیعی
بسیاری از این نوع روان‌کننده‌ها که خود را با عنوان «طبیعی» بازاریابی می‌کنند، حاوی پارابن، گلیسیرین، DEA یا مواد تشکیل‌دهنده حیوانی نیستند. برخی از آن‌ها دربردارنده گیاهان دارویی مانند صبر زرد طبی یا عصاره‌های گیاهی هستند.

### روان‌کننده‌های مخصوص
روان‌کننده‌های گرمازا دربردارنده ترکیباتی هستند که می‌توانند حس گرما را القا کنند. تنفس این مواد می‌تواند این تأثیر را افزایش دهد. روان‌کننده‌های خنک‌کننده یا مورمور کننده می‌توانند حاوی نعناع تند باشند. برخی از روان‌کننده‌های طعم‌دار دارای طعم‌هایی مانند طعم میوه‌اند تا ارتباط دهانی را افزایش دهند. روان‌کننده‌های قابل خوردن نباید دربردارنده موادی که غیرقابل خوردن است باشند.

### دیگر
دیگر محصولاتی که به عنوان روان‌کننده‌های شخصی مورد استفاده قرار می‌گیرند عبارتند از: چربمایه، که با دوام و ارزان است اما به لاتکس آسیب می‌رسانند. در یک صحنه بحث‌برانگیز در فیلم آخرین تانگو در پاریس، شخصیت پاول، که توسط مارلون براندو بازی می‌شد، در طول رابطه جنسی مقعدی با شخصیت جین، که توسط ماریا اشنایدر بازی می‌شد، از کره به‌عنوان روان‌کننده استفاده کرد.

## کاربردها

### فعالیت جنسی
یک روان‌کننده شخصی می‌تواند برای افزایش لذت و کاهش درد در حین آمیزش جنسی یا فعالیت‌های دیگر استفاده شود و ممکن است برای روان شدن آلت تناسلی، واژن، مقعد، فلشلایت یا آلت مصنوعی یا سایر اسباب‌بازی‌های جنسی پیش یا در هنگام فعالیت جنسی استفاده شود. روان‌کننده ممکن است به هر بخش دلخواه بدن، به درون و/یا بیرون از کاندوم، به دست یا انگشتان زده شود. روان‌کننده‌های شخصی مخصوصاً برای آمیزش مفید هستند مخصوصاً هنگامی که شریک جنسی خشکی یا انقباض بیش از حد (تنگی) مهبل یا مقعد را تجربه کند. رابطه جنسی مقعدی عموماً نیازمند استفاده بیشتر از روان‌کننده است؛ از آن‌جایی که مقعد به‌طور طبیعی روان‌کننده طبیعی کافی را برای بیشتر فعالیت‌های جنسی ندارد.

#### خودارضایی
در حالی بدن که بیشتر مردان و زنان به‌طور طبیعی مقدار زیادی از روانکننده خود را تولید می‌کند، روان‌کننده اضافی گاهی لازم است. مردان ختنه‌شده نسبت به مردان ختنه‌نشده اغلب نیاز به استفاده بیشتر از روان‌کننده دارند. بسیاری از مردان ژاپنی از روان‌کننده‌ها مخصوصاً برای مهبل مصنوعی ساخته‌شده‌اند مانند تِنگا استفاده می‌کنند. روان‌کننده‌های ویژه‌ای وجود دارد که ممکن است در خودارضایی مردانه استفاده شوند ولی برای استفاده مهبلی یا مقعد یا برای استفاده با کاندوم مناسب نیست. روان‌کننده‌ای که برای آمیزش جنسی امن است، برای خودارضایی نیز ایمن است.

### پزشکی
روان‌کننده‌های شخصی می‌توانند در درمان اختلال نعوظ در مردان مسن‌تر کمک کنند.

## خطرات
در سال ۲۰۱۲ گزارش شد افرادی که به‌طور مداوم از روان‌کننده‌های شخصی برای آمیزش جنسی مقعدی استفاده می‌کنند، شیوع بیشتری از بیماری‌های آمیزشی، مانند کلامیدیا دارند. برخی از روان‌کننده‌های گرم‌کننده اسمولاریتهای ۳۰ برابر اسمولاریته طبیعی مایعات بدن دارند. پژوهشی در سال ۲۰۰۷ نشان داد که برخی از روان‌کننده‌ها می‌توانند به بافت مقعد آسیب برسانند. ریختن عمده یاخته‌های بافتی که به آن روان‌کننده زده‌شده بود، ۶۰ تا ۹۰ دقیقه بعد دیده شد. روان‌کننده‌های با اسمولاریته نزدیک تر به اسمولاریته. طبیعی بدن، مانند روان‌کننده‌های برپایه آگار، آسیبی به بافت‌ها نمی‌زنند و خطر انتقال عفونت ایدز را نیز افزایش نمی‌دهند.